# Landtagswahlkreis Landeck
Der Wahlkreis Landeck (Wahlkreis 6) ist ein Wahlkreis in Tirol, der den politischen Bezirk Landeck umfasst. Bei der Landtagswahl 2013 waren im Wahlkreis Landeck 33.461 Personen wahlberechtigt, wobei bei der Wahl die Österreichische Volkspartei (ÖVP) mit 54,82 % als stärkste Partei hervorging. Seit der Landtagswahl 2013 hält die ÖVP das einzige Grundmandat im Wahlkreis Landeck.

## Wahlergebnisse
| Landtagswahlen im Landtagswahlkreis Landeck | Landtagswahlen im Landtagswahlkreis Landeck | Landtagswahlen im Landtagswahlkreis Landeck | Landtagswahlen im Landtagswahlkreis Landeck | Landtagswahlen im Landtagswahlkreis Landeck | Landtagswahlen im Landtagswahlkreis Landeck | Landtagswahlen im Landtagswahlkreis Landeck | Landtagswahlen im Landtagswahlkreis Landeck | Landtagswahlen im Landtagswahlkreis Landeck | Landtagswahlen im Landtagswahlkreis Landeck |
| ------------------------------------------- | ------------------------------------------- | ------------------------------------------- | ------------------------------------------- | ------------------------------------------- | ------------------------------------------- | ------------------------------------------- | ------------------------------------------- | ------------------------------------------- | ------------------------------------------- |
| Wahltermin                                  | GM                                          |                                             | ÖVP                                         | SPÖ                                         | FPÖ                                         | GRÜNE                                       | FRITZ                                       | Sonstige                                    |                                             |
| 13. März 1994                               |                                             | Stimmenanteile (%)                          | 59,06                                       | 21,66                                       | 8,90                                        | 6,76                                        | -                                           | 3,63                                        |                                             |
| 13. März 1994                               | 2                                           | Grundmandate                                | 1                                           | 0                                           | 0                                           | 0                                           | -                                           | 0                                           |                                             |
| 7. März 1999                                |                                             | Stimmenanteile (%)                          | 58,38                                       | 25,67                                       | 10,51                                       | 3,87                                        | -                                           | 1,57                                        |                                             |
| 7. März 1999                                | 2                                           | Grundmandate                                | 1                                           | 0                                           | 0                                           | 0                                           | -                                           | 0                                           |                                             |
| 28. September 2003                          |                                             | Stimmenanteile (%)                          | 56,55                                       | 29,90                                       | 4,69                                        | 8,86                                        | -                                           | -                                           |                                             |
| 28. September 2003                          | 2                                           | Grundmandate                                | 1                                           | 0                                           | 0                                           | 0                                           | -                                           | 0                                           |                                             |
| 8. Juni 2008                                |                                             | Stimmenanteile (%)                          | 50,89                                       | 18,32                                       | 9,27                                        | 5,92                                        | 12,70                                       | 2,92                                        |                                             |
| 8. Juni 2008                                | 2                                           | Grundmandate                                | 1                                           | 0                                           | 0                                           | 0                                           | 0                                           | 0                                           |                                             |
| 28. April 2013                              |                                             | Stimmenanteile (%)                          | 55,82                                       | 14,62                                       | 5,55                                        | 6,20                                        | 4,32                                        | 13,49                                       |                                             |
| 28. April 2013                              | 2                                           | Grundmandate                                | 1                                           | 0                                           | 0                                           | 0                                           | 0                                           | 0                                           |                                             |
| 25. Februar 2018                            |                                             | Stimmenanteile (%)                          | 63,84                                       | 13,14                                       | 9,41                                        | 5,42                                        | 2,59                                        | 5,62                                        |                                             |
| 25. Februar 2018                            | 2                                           | Grundmandate                                | 1                                           | 0                                           | 0                                           | 0                                           | 0                                           | 0                                           |                                             |
| 25. September 2022                          |                                             | Stimmenanteile (%)                          | 55,26                                       | 14,58                                       | 13,52                                       | 4,16                                        | 5,09                                        | 7,39                                        |                                             |
| 25. September 2022                          | 2                                           | Grundmandate                                | 1                                           | 0                                           | 0                                           | 0                                           | 0                                           | 0                                           |                                             |